# En (tipográfia)
Az en (más néven: félkvirt) egy tipográfiai mértékegység. A hossza pontosan egy Em fele. A név eredetét tekintve egy kisbetűs „n” szélességét jelentette.

Definíció szerint 1 en egy 16 pont magasságú typeface-ben 8 pont széles.

## Származtatott kifejezések
Az en szóköz egy en szélességű szóköz. HTML entitása: &ensp;.

Az en kötőjel (en dash) egy en szélességű kötőjel. HTML entitása: &ndash;.